# Noel Sanvicente
Noel Sanvicente Bethelmy (Ciudad Guayana, Estado Bolívar, Venezuela; 21 de diciembre de 1964) también conocido como "Chita" es un exfutbolista y entrenador venezolano. Actualmente dirige al Academia Puerto Cabello de la Primera División de Venezuela.

## Trayectoria

### Como futbolista
En su etapa de jugador profesional jugó en cuatro equipos de la Primera División de Venezuela en las décadas del 80 y del 90, el primero de ellos fue el Club Deportivo Mineros de Guayana donde debutó, luego pasó al Club Sport Marítimo de Venezuela equipo en el cual obtuvo cuatro campeonatos (1986/87, 1987/88, 1989/90 y 1992/93). Cuando fue fichado por Minervén logró un subcampeonato (1994/95) y el campeonato (95/96). Por último llegó al Caracas Fútbol Club, equipo del cual se tiene que retirar por sufrir una lesión fuerte en una rodilla.

### Clubes
Con más de 30 años de edad Noel Sanvicente hizo un curso de entrenador de fútbol, luego haría lo mismo en Argentina, Brasil y México. Su carrera como director técnico comienza en 1998 cuando el Caracas Fútbol Club lo apoya para que Sanvicente dirigiera un equipo de categoría menor. Restando 4 partidos para finalizar la temporada 2001-2002 es designado director técnico del Caracas Fútbol Club, iniciándose así la mejor etapa del equipo rojo desde su fundación al lograr los títulos de 2002/03, 2003/04, 2005/06 y 2006/07 2008/09 además del subcampeonato 2004/05 y 2007/08. El 17 de marzo de 2010 renuncia al Caracas FC, por no estar contento con los resultados del equipo a pesar de su buen juego en la Copa Santander Libertadores.
Luego de la renuncia presentada por el director técnico de la Selección de fútbol de Venezuela Richard Páez, la Federación Venezolana de Fútbol (FVF) comienza a negociar con diferentes técnicos para que asumieran la dirección de La Vinotinto, entre ellos se encontraba Noel Sanvicente, sin embargo, luego de diferencias con la FVF sobre el plazo que Sanvicente, quien exigía que fuera de 4 años a cargo de la selección, y una mayor remuneración, la FVF decidió no contratarlo, ante la crítica de la opinión pública. Fue seleccionado en su lugar César Farías.
Para la Temporada 2010/11 ficha con el Real Esspor de caracas equipo, con el que tiene una gran temporada en la que queda a 1 punto de ser campeón del torneo clausura 2010, y queda de segundo en la tabla acumulada, pero para la siguiente campaña y debido a una serie de malos resultados ligados a problemas con la directiva del club, el 2 de diciembre de 2011 decide renunciar.
Para la temporada 2012/13, recibe ofertas del Deportivo Táchira pero no acepta. En su lugar acepta el 16 de mayo de 2012 la oferta del Zamora Fútbol Club pero con la condición de realizar un proyecto a futuro con un equipo que hasta su momento era poco conocido en el fútbol nacional.
Pese a no prometer títulos inmediatos al llegar al club, sorprende al llegar a semifinales de la Copa Venezuela 2012, y contra todo pronóstico con un equipo de poco renombre queda campeón del Torneo Clausura y dos semana más tarde se coronaría campeón de la Temporada 2012/13 empatando en la Ida en el estadio La Carolina, 1-1 ante el Deportivo Anzoategui, y ganando 2-1 en la Vuelta convirtiéndose en el primer entrenador en ganar una estrella con el Caracas Fútbol Club y un equipo distinto.
En la temporada siguiente y con un plantel muy parecido al que terminó campeón de la Temporada 2012/13 Noel Sanvicente consigue el torneo clausura en un reñido partido contra Zulia Futbol Club, en el cual consigue la victoria 3-2, en el último minuto con un gol de Juan Falcón, ante el equipo Zuliano y tendría que enfrentarse a Mineros de Guayana en la Gran Final. En el encuentro de ida el equipo de Barinas logró imponerse 4-1 al equipo Guayanés con un gol que hizo Juan Falcón en una jugada de fair play. En el partido de vuelta en el C.T.E. Cachamay Mineros se impuso con un marcador de 2-0 ante Zamora, pero no logró ser suficiente para obtener la copa ante su público, ya que el marcador global quedó 4-3 a favor del Zamora, con este resultado Noel Sanvicente consigue su séptimo campeonato.
Noel Sanvicente es en números el que más torneos ha ganado en el fútbol venezolano; es el primero en ganar 7 campeonatos; el primero en ganar un campeonato con un equipo distinto luego de dirigir al Caracas Fútbol Club y el que más palmarés tiene desde que comenzó a dirigir a finales de la temporada 2001/2002. Además Noel Sanvicente se destaca como el técnico con más puntos del torneo venezolano, ha sumado 807 de los 1341 puntos que ha disputado hasta la fecha.
Cuando se trata de partidos de ida y vuelta en más del 80% de los casos su equipo empata en la ida 1-1 y en todos los partidos de ida su equipo marca por lo menos 1 gol.
El 1 de diciembre de 2016 regreso a dirigir al Caracas FC, estando en el cargo hasta el 15 de diciembre de 2021.
Entre el 29 de diciembre de 2021 y el 2 de noviembre de 2022 dirigió al Zamora Fútbol Club, entre sus dos etapas comando al club en 128 partidos.
El 2 de noviembre de 2022 llega a dirigir a Academia Puerto Cabello.

### Seleccionador de Venezuela

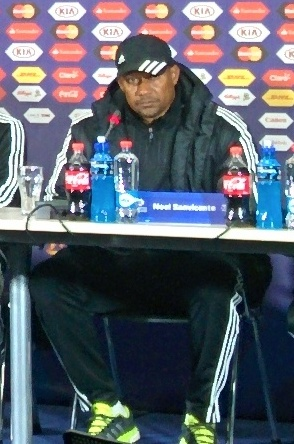
Sanvicente en una rueda de prensa durante la Copa América 2015.

Tras la renuncia de César Farías en noviembre del 2013, La Vinotinto estuvo en búsqueda de su sustituto. Conocida la historia de diferencias entre Rafael Esquivel, Presidente de la Federación Venezolana de Fútbol y Sanvicente, no aparecía en un principio como candidato para asumir el banquillo vinotinto. Eso sí, era el favorito de la afición y la prensa para conducir al combinado llanero a la clasificación de su primer mundial dada su experiencia como entrenador y su éxito dentro del fútbol venezolano y lo alcanzado en Copa Libertadores, tanto con el Caracas FC como con el Zamora FC. A mediados de 2014 y tras la estrella alcanzada con el Zamora, su situación dio un viraje en positivo, al reunirse con Esquivel en la sede del Centro Nacional de Alto Rendimiento, en la Isla de Margarita, en la cual expuso su proyecto para la selección nacional al máximo jerarca del fútbol venezolano, luego de eso se tomó unas vacaciones mientras se decidía qué hacer, ya la selección tenía 9 meses sin un entrenador fijo, con el profesor Manuel Plasencia como interino y solamente un amistoso disputado en marzo ante Honduras en San Pedro Sula.
Luego de rumores donde se vinculaban a Dunga y Jorge Luis Pinto como DT de La Vinotinto, la reunión entre 'Chita' y Esquivel acontecida el mes anterior y tras la crisis que Venezuela vivía con la poca liquidación de dólares, finalmente la FVF nombró oficialmente a Noel Sanvicente como seleccionador nacional el 17 de junio del 2014 en Caracas para el ciclo 2014-2018 que incluía Copa América 2015, Eliminatorias Sudamericanas para Rusia 2018 y la Copa América Centenario, esta última en 2016. Comenzando su ciclo en septiembre de ese año con una gira en Asia ante Corea del Sur y Japón.
Sin embargo, y dada la expectativa que causó su nombramiento, Sanvicente no pudo estar a la altura, tras dejar registro como entrenador vinotinto de 5 victorias, 2 empates y 13 derrotas (una en la mesa ante Japón durante un amistoso), con la eliminación en primera ronda en la Copa América 2015 y un arranque terrible en la eliminatoria para 2018 con 0 victorias, 1 empate y 5 derrotas, con 7 goles a favor y 17 en contra, como nunca había iniciado en los ciclos de Richard Páez y Farías, además de atravesar problemas internos él, la FVF y varios referentes de la selección como Salomón Rondón, Luis Manuel Seijas, Tomás Rincón, y otros que provocó la renuncia de 15 futbolistas del combinado vinotinto en noviembre de 2015, Noel Sanvicente dio un paso al costado como entrenador de la selección, el 31 de marzo del 2016 tras la goleada sufrida en Barinas ante Chile 1-4.

## Selección nacional
Ha sido internacional con la Selección de fútbol de Venezuela. Debutó en una Copa América contra Colombia el 3 de julio de 1989 disputado en el Estadio Fonte Nova de Salvador de Bahía con derrota de 2-4 a, disputando 36 minutos entrando en el segundo tiempo.

### Participaciones en Copa América
| Copa América      | Sede   | Resultado    | PJ | Goles |
| ----------------- | ------ | ------------ | -- | ----- |
| Copa América 1989 | Brasil | Primera fase | 3  | 0     |

- En la Copa América de 1989 participó 3 partidos 1 de titular Venezuela 2-4 Colombia, Venezuela 1-1 Perú y Venezuela 0-3 Paraguay disputando 175 minutos. Fue coordinador nacional del balompié criollo.

El jueves 17 de julio de 2014 es anunciado Director Técnico de la Selección Venezolana.
Luego de polémicas por sus malos resultados con la selección, corre un rumor sobre su renuncia al cargo de Director Técnico de la Selección de fútbol de Venezuela el jueves 31 de marzo de 2016; el 1 de abril se confirma su renuncia tras perder 1-4 ante Chile en las eliminatorias Suramericanas, en el Estadio La Carolina de la ciudad de Barinas, y así finalizando su ciclo como entrenador "Vinotinto".

## Clubes

### Como jugador
| Club               | País      | Año       |
| ------------------ | --------- | --------- |
| Mineros de Guayana | Venezuela | 1980-1986 |
| Sport Marítimo     | Venezuela | 1986-1993 |
| Minervén SC        | Venezuela | 1994-1996 |
| Caracas F.C        | Venezuela | 1996      |

### Como formador
| Club        | País      | Año       |
| ----------- | --------- | --------- |
| Caracas F.C | Venezuela | 1998-2002 |

### Como entrenador

#### En clubes
Datos estadísticos hasta el 13 de julio de 2024.
| Equipo                              | Div.                | Temporada           | Liga | Liga | Liga | Liga | Liga | Otros | Otros | Otros | Otros | Otros |    | Copa | Copa | Copa | Copa |    | Internacional | Internacional | Internacional | Internacional |     | Totales | Totales     | Totales | Totales | Totales | Totales | Totales | Totales |
| Equipo                              | Div.                | Temporada           | PD   | G    | E    | P    | Pos. | PD    | G     | E     | P     | Pos.  | PD | G    | E    | P    | PD   | G  | E             | P             | PD            | G             | E   | P       | Rendimiento | GF      | GC      | GD      |         |         |         |
| ----------------------------------- | ------------------- | ------------------- | ---- | ---- | ---- | ---- | ---- | ----- | ----- | ----- | ----- | ----- | -- | ---- | ---- | ---- | ---- | -- | ------------- | ------------- | ------------- | ------------- | --- | ------- | ----------- | ------- | ------- | ------- | ------- | ------- | ------- |
| Caracas FC · Venezuela              | 1.ª                 | C-2002              | 4    | 3    | 1    | 0    | 5º   | -     | -     | -     | -     | -     | -  | -    | -    | -    | -    | -  | -             | -             | 4             | 3             | 1   | 0       | 75%         | 11      | 4       | +7      |         |         |         |
| Caracas FC · Venezuela              | 1.ª                 | 2002/03             | 34   | 15   | 12   | 7    | 2º   | 2     | 1     | 1     | 0     | 1°    | -  | -    | -    | -    | -    | -  | -             | -             | 36            | 17            | 12  | 7       | 47,2%       | 54      | 32      | +22     |         |         |         |
| Caracas FC · Venezuela              | 1.ª                 | 2003/04             | 36   | 23   | 9    | 4    | 1º   | -     | -     | -     | -     | -     | -  | -    | -    | -    | 6    | 2  | 0             | 4             | 42            | 25            | 12  | 8       | 59,52%      | 78      | 37      | +41     |         |         |         |
| Caracas FC · Venezuela              | 1.ª                 | 2004/05             | 36   | 18   | 11   | 7    | 2º   | -     | -     | -     | -     | -     | -  | -    | -    | -    | 6    | 1  | 1             | 4             | 42            | 19            | 12  | 11      | 45,23%      | 59      | 37      | +22     |         |         |         |
| Caracas FC · Venezuela              | 1.ª                 | 2005/06             | 25   | 15   | 7    | 3    | 3º   | 2     | 1     | 1     | 0     | 1º    | -  | -    | -    | -    | 6    | 1  | 2             | 3             | 31            | 16            | 9   | 6       | 43,18%      | 69      | 47      | +22     |         |         |         |
| Caracas FC · Venezuela              | 1.ª                 | 2006/07             | 36   | 18   | 14   | 4    | 1º   | 2     | 1     | 1     | 0     | 1º    | -  | -    | -    | -    | 8    | 3  | 1             | 4             | 46            | 22            | 16  | 8       | 47,82%      | 64      | 43      | +23     |         |         |         |
| Caracas FC · Venezuela              | 1.ª                 | 2007/08             | 34   | 20   | 13   | 1    | 1º   | 2     | 0     | 2     | 0     | 2º    | 4  | 1    | 2    | 1    | 6    | 2  | 1             | 3             | 44            | 23            | 17  | 4       | 52,27%      | 71      | 42      | +33     |         |         |         |
| Caracas FC · Venezuela              | 1.ª                 | 2008/09             | 34   | 20   | 7    | 7    | 1º   | 2     | 1     | 1     | 0     | 1º    | 3  | 1    | 1    | 1    | 11   | 4  | 3             | 4             | 49            | 26            | 11  | 11      | 53,06%      | 82      | 33      | +49     |         |         |         |
| Caracas FC · Venezuela              | 1.ª                 | 2009/10             | 24   | 15   | 5    | 4    | 2º   | -     | -     | -     | -     | -     | 9  | 9    | 0    | 0    | 3    | 0  | 1             | 2             | 35            | 22            | 12  | 7       | 62,85%      | 76      | 28      | +48     |         |         |         |
| Real Esppor · Venezuela             | 1.ª                 | 2010/11             | 34   | 19   | 7    | 8    | 2º   | -     | -     | -     | -     | -     | 3  | 1    | 1    | 1    | -    | -  | -             | -             | 37            | 20            | 8   | 9       | 54,04%      | 56      | 26      | +20     |         |         |         |
| Real Esppor · Venezuela             | 1.ª                 | A-2011              | 18   | 6    | 5    | 7    | 14º  | -     | -     | -     | -     | -     | 4  | 1    | 1    | 2    | -    | -  | -             | -             | 22            | 7             | 6   | 9       | 31,81%      | 29      | 24      | +5      |         |         |         |
| Real Esppor · Venezuela             | Total club          | Total club          | 52   | 25   | 12   | 15   | -    | -     | -     | -     | -     | -     | 7  | 2    | 2    | 3    | -    | -  | -             | -             | 59            | 27            | 14  | 18      | 53.67%      |         |         |         |         |         |         |
| Zamora FC · Venezuela               | 1.ª                 | 2012/13             | 34   | 19   | 9    | 6    | 3º   | 2     | 1     | 1     | 0     | 1º    | 8  | 5    | 1    | 2    | -    | -  | -             | -             | 42            | 24            | 10  | 8       | 57,14%      | 70      | 26      | +44     |         |         |         |
| Zamora FC · Venezuela               | 1.ª                 | 2013/14             | 34   | 21   | 9    | 4    | 2º   | 2     | 1     | 0     | 1     | 1°    | 6  | 3    | 1    | 2    | 6    | 2  | 1             | 3             | 48            | 27            | 11  | 10      |             |         |         |         |         |         |         |
| Caracas FC · Venezuela              | 1.ª                 | 2017                | 34   | 15   | 8    | 11   | 8º   | -     | -     | -     | -     | -     | 4  | 1    | 2    | 1    | 2    | 0  | 1             | 1             | 40            | 24            | 11  | 13      |             |         |         |         |         |         |         |
| Caracas FC · Venezuela              | 1.ª                 | 2018                | 34   | 17   | 7    | 10   | 2º   | -     | -     | -     | -     | -     | 2  | 0    | 0    | 2    | 6    | 3  | 0             | 3             | 42            | 20            | 7   | 15      |             |         |         |         |         |         |         |
| Caracas FC · Venezuela              | 1.ª                 | 2019                | 37   | 18   | 12   | 7    | 2º   | 2     | 0     | 2     | 0     | 1º    | 6  | 2    | 3    | 1    | 8    | 2  | 3             | 3             | 53            | 22            | 20  | 11      |             |         |         |         |         |         |         |
| Caracas FC · Venezuela              | 1.ª                 | 2020                | 14   | 9    | 3    | 2    | 2º   | -     | -     | -     | -     | -     | -  | -    | -    | -    | 8    | 2  | 2             | 4             | 22            | 11            | 5   | 6       |             |         |         |         |         |         |         |
| Caracas FC · Venezuela              | 1.ª                 | 2021                | 35   | 19   | 10   | 6    | 2º   | 1     | 0     | 1     | 0     | 2º    | -  | -    | -    | -    | 4    | 1  | 1             | 2             | 40            | 20            | 12  | 8       |             |         |         |         |         |         |         |
| Caracas FC · Venezuela              | Total club          | Total club          | 417  | 225  | 119  | 73   | -    | 13    | 4     | 9     | 0     | -     | 28 | 14   | 8    | 6    | 74   | 21 | 16            | 37            | 532           | 264           | 152 | 116     | 59.14%      |         |         |         |         |         |         |
| Zamora FC · Venezuela               | 1.ª                 | 2022                | 36   | 15   | 17   | 4    | 1º   | -     | -     | -     | -     | -     | -  | -    | -    | -    | -    | -  | -             | -             | 36            | 15            | 17  | 4       |             |         |         |         |         |         |         |
| Zamora FC · Venezuela               | Total club          | Total club          | 104  | 55   | 35   | 14   | -    | 4     | 2     | 1     | 1     | -     | 14 | 8    | 2    | 4    | 6    | 2  | 1             | 3             | 128           | 67            | 39  | 22      | 62.5%       |         |         |         |         |         |         |
| Academia Puerto Cabello · Venezuela | 1.ª                 | 2023                | 34   | 19   | 6    | 9    | 2°   | -     | -     | -     | -     | -     | -  | -    | -    | -    | 7    | 1  | 0             | 6             | 41            | 20            | 6   | 15      |             |         |         |         |         |         |         |
| Academia Puerto Cabello · Venezuela | 1.ª                 | 2024                | 21   | 6    | 9    | 6    |      | -     | -     | -     | -     | -     | 2  | 1    | 1    | 0    | 4    | 1  | 0             | 3             | 27            | 8             | 10  | 9       |             |         |         |         |         |         |         |
| Academia Puerto Cabello · Venezuela | Total club          | Total club          | 55   | 25   | 15   | 15   | -    | -     | -     | -     | -     | -     | 2  | 1    | 1    | 0    | 11   | 2  | 0             | 9             | 68            | 28            | 16  | 24      | 49.02%      |         |         |         |         |         |         |
| Total de su carrera                 | Total de su carrera | Total de su carrera | 609  | 325  | 173  | 111  | -    | 17    | 6     | 10    | 1     | -     | 49 | 24   | 12   | 13   | 89   | 25 | 17            | 47            | 764           | 380           | 212 | 172     | 58.99%      | 719     | 379     | +340    |         |         |         |
| 1. 2. 3.                            |                     |                     |      |      |      |      |      |       |       |       |       |       |    |      |      |      |      |    |               |               |               |               |     |         |             |         |         |         |         |         |         |

#### En Selecciones
| Selección          | Periodo             | Periodo             | Totales | Totales | Totales | Totales | Totales | Totales | Totales | Totales |
| Selección          | De                  | A                   | PJ      | PG      | PE      | PP      | %       | GF      | GC      | DG      |
| ------------------ | ------------------- | ------------------- | ------- | ------- | ------- | ------- | ------- | ------- | ------- | ------- |
| Venezuela absoluta | 17 de julio de 2014 | 31 de marzo de 2016 | 20      | 5       | 2       | 13      | 28.33%  | 45      | -24     | 25      |

## Palmarés

### Como jugador
| Título           | Club                | País      | Año       |
| ---------------- | ------------------- | --------- | --------- |
| Primera División | Club Sport Marítimo | Venezuela | 1986-1987 |
| Primera División | Club Sport Marítimo | Venezuela | 1987-1988 |
| Primera División | Club Sport Marítimo | Venezuela | 1989-1990 |
| Primera División | Club Sport Marítimo | Venezuela | 1992-1993 |
| Primera División | Minervén Sport Club | Venezuela | 1995-1996 |

### Como entrenador
| Título           | Club         | País      | Año       |
| ---------------- | ------------ | --------- | --------- |
| Primera División | Caracas F.C. | Venezuela | 2002-2003 |
| Primera División | Caracas F.C. | Venezuela | 2003-2004 |
| Primera División | Caracas F.C. | Venezuela | 2005-2006 |
| Primera División | Caracas F.C. | Venezuela | 2006-2007 |
| Primera División | Caracas F.C. | Venezuela | 2008-2009 |
| Copa Venezuela   | Caracas F.C. | Venezuela | 2009      |
| Primera División | Zamora F.C.  | Venezuela | 2012-2013 |
| Primera División | Zamora F.C.  | Venezuela | 2013-2014 |
| Primera División | Caracas F.C. | Venezuela | 2019      |

| Distinción                                           | Año  |
| ---------------------------------------------------- | ---- |
| Mejor DT de la primera fecha de la Copa América 2015 | 2015 |

## Controversia
En la pretemporada 2005-06 luego de haber dirigido con éxito al Caracas FC Sanvicente sale del equipo pero al poco tiempo fue acusado de mandarle Hacer la cama en primer lugar al entrenador colombiano Gabriel "Barrabás" Gómez quien dirigió las primeras siete fechas, luego al uruguayo Walter "Cata" Roque que solamente estuvo cuatro jornadas. Tras un pésimo inicio de temporada de Los Rojos de Ávila, "Chita" regreso al club volviéndose a consagrar campeón.